# دیزج شیخ‌الاسلام
دیزج شیخ‌الاسلام یکی از روستاهای استان آذربایجان شرقی است که در دهستان گاودول مرکزی بخش مرکزی شهرستان ملکان واقع شده‌است.